# Bogád
Bogád là một thị trấn thuộc hạt Baranya, Hungary. Thị trấn này có diện tích 7,84 km², dân số năm 2010 là 1101 người, mật độ 140 người/km².